# Deep Dish
Deep Dish é como é conhecida mundialmente a dupla de DJs e produtores de origem iraniana Ali "Dubfire" Shirazinia e Sharam Tayebi. A dupla é reconhecida pelos seus sets dançantes e extremamente animados, além de remixes para grandes nomes da música como Madonna, Cher, Dido e Fleetwood Mac. A dupla pode ser encontrada facilmente nos maiores festivais de música eletrônica mundial, como o  Global Gathering, Creamfields e Ultra Music Festival.
Apesar da origem iraniana, Ali e Sharam são americanos de nascimento e vivem em Washington, DC (EUA), local onde se conheceram, em 1991, quando o local onde tocariam acidentalmente agendou ambos para a mesma noite. Os dois começaram a trabalhar juntos e em 1992 se aprofundaram nas produções, lançando então um selo próprio que ganhou o nome de "Deep Dish". Em pouco tempo a dupla chamou a atenção do produtor Danny Tenaglia e da Tribal America Records, que lançou a compilação Penetrate Deeper em 1995.
Em 1998, o Deep Dish ganhou reconhecimento mundial após o lançamento do seu primeiro álbum, Junk Science. O segundo álbum, George Is On, lançado em 2005, contém músicas como Flashdance (com participação da também americana de origem iraniana Anousheh Khalili), Say Hello e Dreams (remix do original de Fleetwood Mac).
Além dos álbuns, a dupla assina compilações da série Global Underground (#021 Moscow e #025 Toronto).
O Deep Dish também é figura constante no BBC Radio One Essential Mix, conceituado programa da rádio inglesa dedicado à música eletrônica. Alguns dos programas mais reconhecidos foram as transmissões ao vivo direto da Creamfields Liverpool 2005 e da Global Gathering de 2006. Contudo, o set gravado em Maida Vale lhes conferiu o prêmio do "Essential Mix of the Year" em 2005. Nas produções, em 2002 seu remix de Thank You (da cantora inglesa Dido ganhou o Grammy de Melhor Remix do ano.
No ranking da revista especializada DJ Mag, o Deep Dish sempre aparece em posição destacada desde sua primeira aparição, em 2000:
2008 - 41

2007 - 11

2006 - 10

2005 - 8

2004 - 10

2003 - 10

2002 - 16

2001 - 10

2000 - 19